# Dębno (powiat trzebnicki)
Dębno – wieś w Polsce położona w województwie dolnośląskim, w powiecie trzebnickim, w gminie Żmigród.

## Podział administracyjny
W latach 1975–1998 miejscowość należała administracyjnie do województwa wrocławskiego.